# 戈內斯
戈内斯（法語：Gonesse，法語發音：[ɡɔnɛs] ⓘ），法国中北部城市，法兰西岛大区瓦兹河谷省的一个市镇，隶属于萨塞勒区，其市镇面积为20.09平方公里，2022年1月1日时人口数量为26,959人，在法国城市中排名第344位。
戈内斯位于瓦兹河谷省东部，与塞纳-圣但尼省接壤，是巴黎北郊的一个卫星城，多条公路在此交汇。

## 地名来源
根据当地官方网站的论述，“Gonesse”一名最初以“Gaunissa”的形式被记载，该名称可能出自人名“Gauwinus”或“Waux”。

## 历史

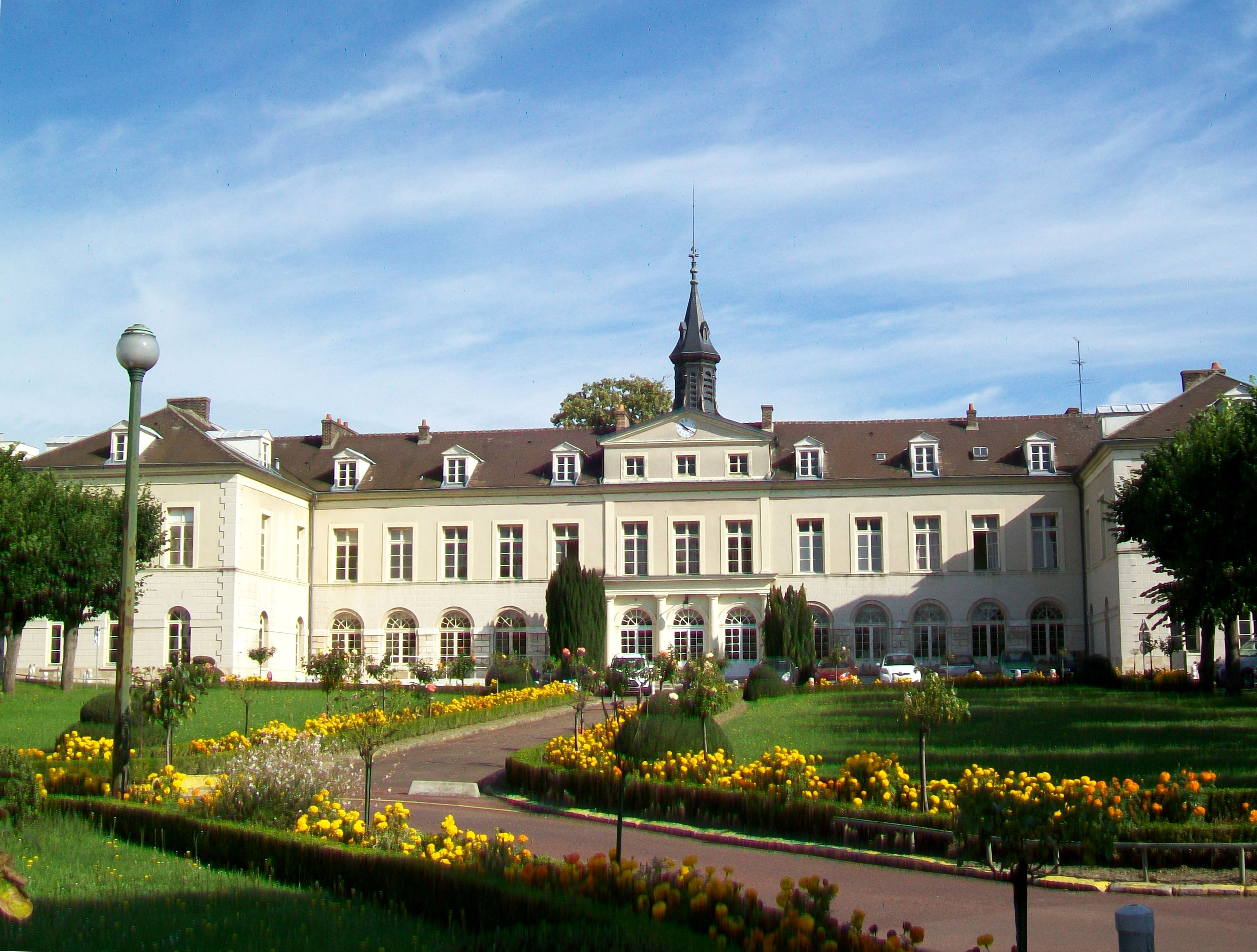
戈内斯神学院

戈内斯始建于中世纪中期，当地在12至15世纪间曾出现纺织作坊。部分资料显示腓力二世可能出生于戈内斯。1208年，戈内斯境内兴建了一处神学院，此后其附近又出现了养生院。法国大革命后，戈内斯成为塞纳-瓦兹省的一个市镇，并在1790至1795年间为该省的一个地区行署。20世纪初，戈内斯境内曾出现大片郁金香种植园，当地于1932年举办了首届郁金香展览。20世纪60年代，受到巴黎城市扩张的影响，戈内斯境内兴建了大片居民区，当地人口数量快速增加。1968年，戈内斯被划入新成立的瓦兹河谷省。当地最后一届郁金香展览举办于1990年。2000年7月25日，戈内斯境内发生法国航空4590号班机空难，造成113人身亡，其中包括4名地面人员。

## 地理

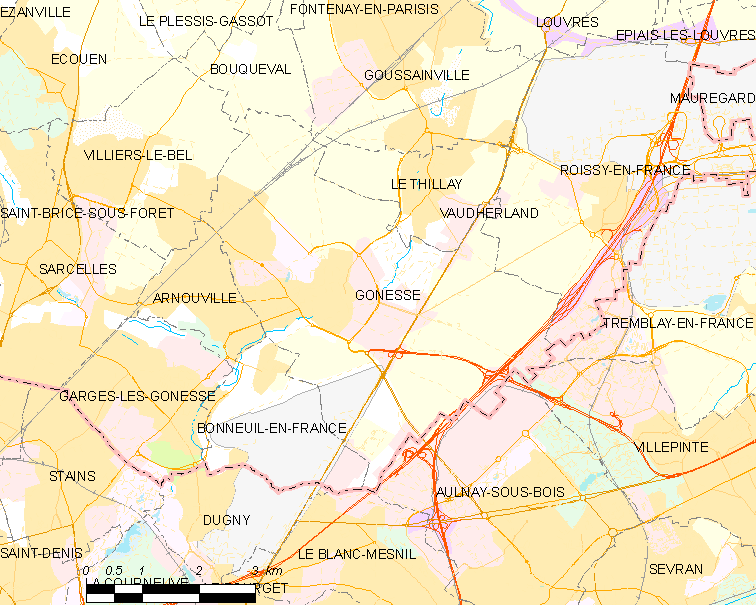
戈内斯市镇范围地图

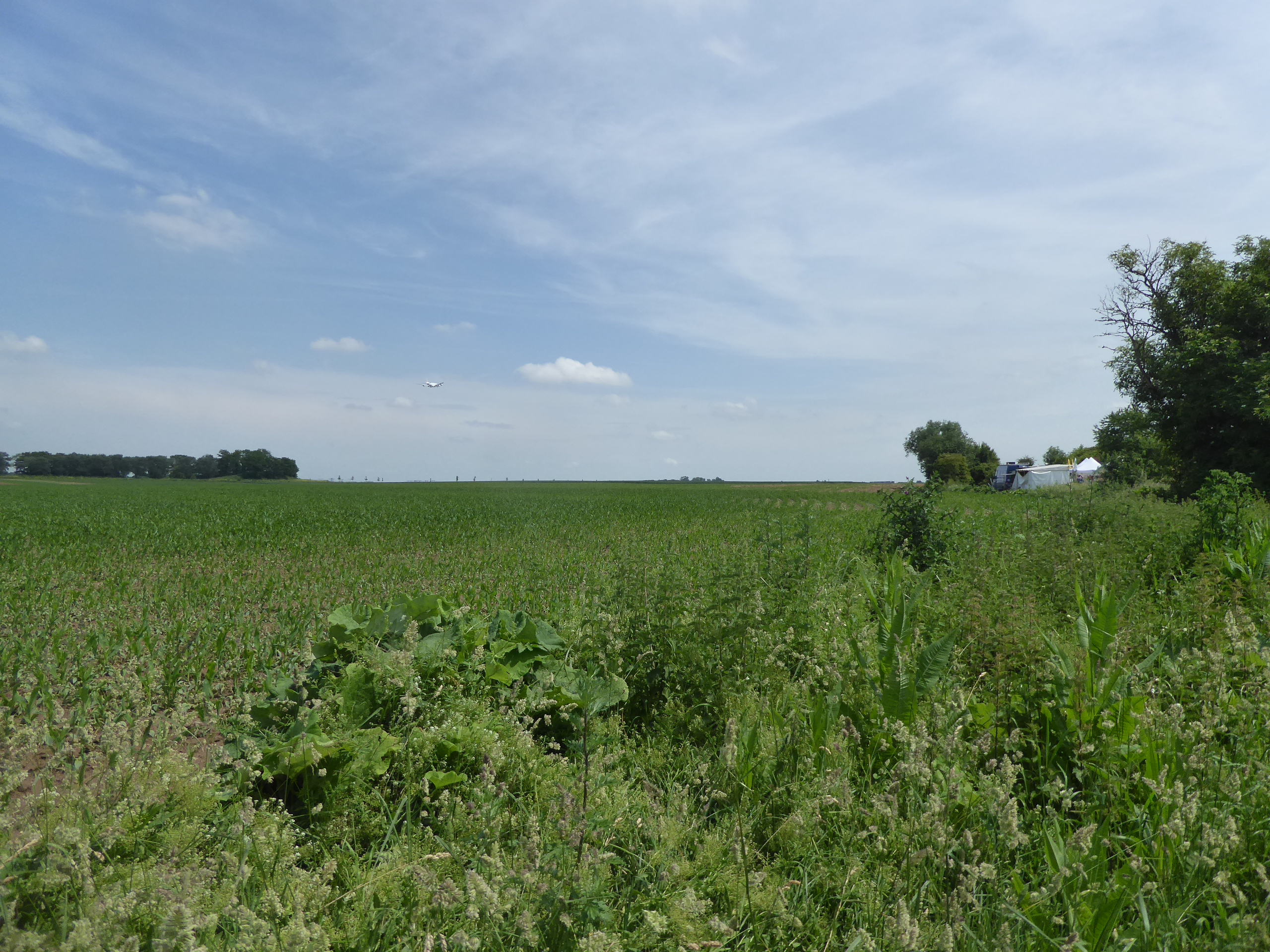
戈内斯境内的一处田野

戈内斯位于法国中北部，法兰西岛大区中北部和瓦兹河谷省东部，距离省会蓬图瓦兹大约43公里。与戈内斯接壤的市镇包括：维利耶勒贝勒、布克瓦勒、古桑维尔、勒蒂耶、沃代尔朗、法兰西地区博讷伊、阿努维尔法兰西地区鲁瓦西、欧奈苏布瓦、勒布朗梅尼勒、法兰西地区特朗布莱和维勒潘特。

### 地形
戈内斯位于巴黎盆地腹地，境内以平原为主，市镇中心地势较为平坦，西侧部分区域略有起伏，全境海拔在39到97米之间。

### 水文
戈内斯位于塞纳河流域范围内，克鲁河自东北向西南流经镇中心。

### 植被
戈内斯属于温带阔叶混交林区，市区内的主要绿地公园包括埃格朗捷公园（Parc de l'Églantier）、库朗日公园（Parc de Coulanges）以及市区东部的鹅掌公园（Parc de la Patte d'Oie）。
在鲜花城市的评比中，戈内斯被评为3星级鲜花城市。

### 气候
戈内斯在柯本气候分类法中属于温带海洋性气候（Cfb）。

## 行政区划
戈内斯的市镇编号为95277，邮政编号为95500。
在行政管理方面，戈内斯隶属于法国法兰西岛大区瓦兹河谷省萨塞勒区；在地方选举方面，戈内斯隶属于维利耶勒贝勒县，其市镇范围全境被划入瓦兹河谷省第九选区；在社会管理方面，戈内斯是鲁瓦西法兰西地区城市圈公共社区的组成部分。
戈内斯市镇被划为五个街区，并实行街区自治制度。截至2023年10月，戈内斯市镇范围内的卡罗-福科尼耶尔-马罗尼耶-车站中心（Carreaux - Fauconnière - Marronniers - Pôle Gare）和圣布兰（Saint Blin）两个街区为城市政策优先街区。
法国国家统计与经济研究所（简称）在进行数据统计时，将戈内斯及相邻的另外428个市镇设为巴黎城市核心区（2020年扩充至431个），并将包括核心区在内的周边共1,794个市镇划为巴黎城市区。自2020年起，巴黎城市区被包含1,949个市镇的巴黎城市辐射区代替。此外，还将戈内斯市镇分为了12个“块区”（IRIS），以便于统计人口分布情况。

## 交通

### 公路
A3和A104高速公路在戈内斯市区东部交汇，另有多条瓦兹河谷省省道在戈内斯境内交汇。
2020年，71.4%的戈内斯家庭拥有至少一辆私人汽车。2021年，戈内斯境内共发生各类交通事故62起，造成2人遇难，91人受伤，其中6人重伤。
|  | 4 |

| 5 | 7 |

| 蓬图瓦兹 | 43 |

| 萨塞勒 | 6 |

| 圣但尼 | 10 |

| 加尔日 | 5 |

| 欧奈苏布瓦 | 8 |

| 桑利斯 | 31 |

### 铁路
巴黎－里尔铁路经过戈内斯市区西部但未设站。

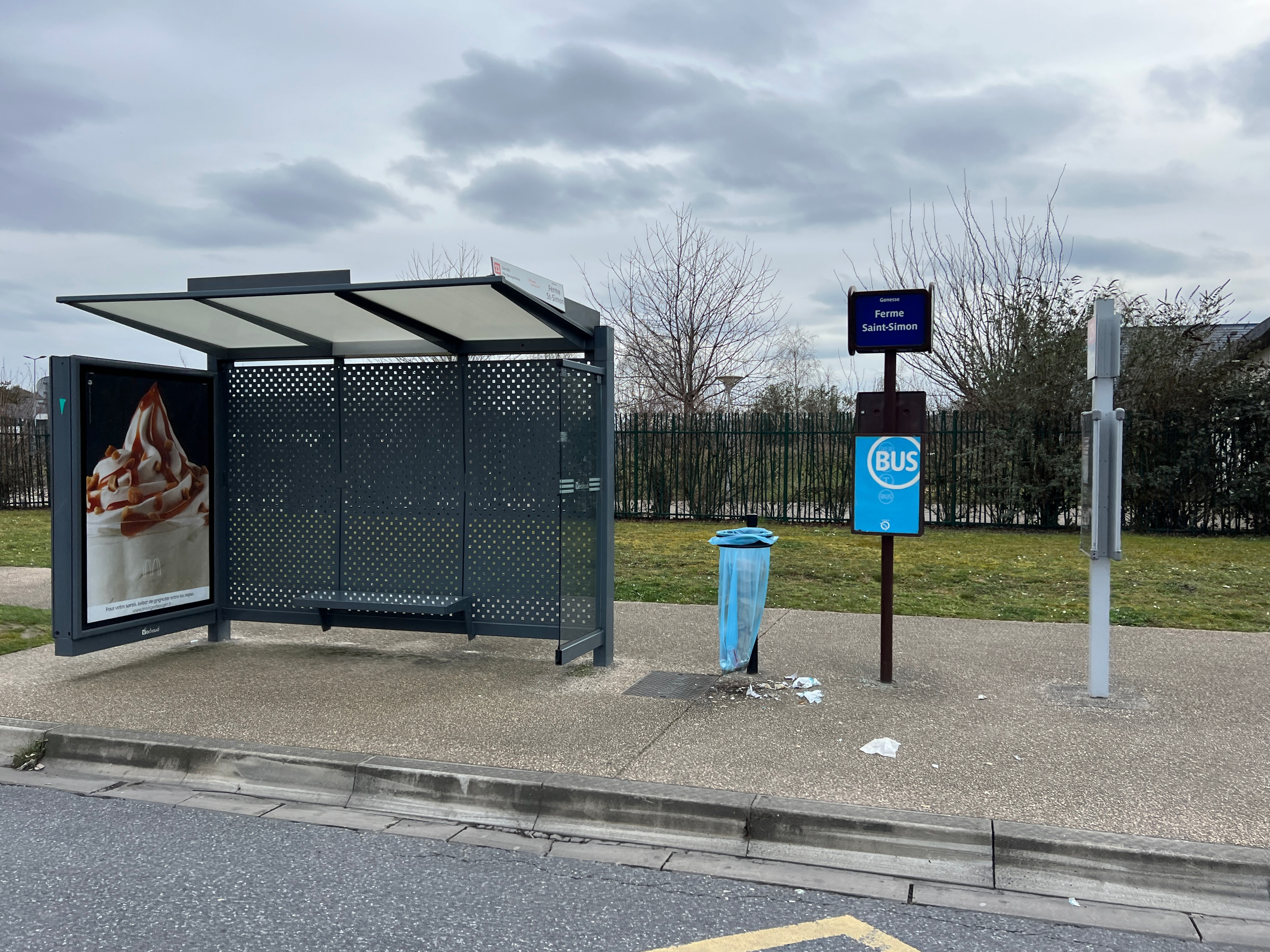
戈内斯的一处公交车站站台

距离戈内斯最近的长途客运铁路车站为12公里外的戴高乐机场2号航站楼站，该站停靠前往法国多个大城市的高速列车。

### 航空
距离戈内斯最近的民用航空站为11公里外的巴黎戴高乐机场。

### 城市公共交通
法兰西岛大区快铁D线维利耶勒贝勒-戈内斯-阿努维尔站位于阿努维尔境内。巴黎公交152路、250路，法兰西岛之信公交11路，西鲁瓦西公交20路、22路、23路、25路、27路、37路，瓦兹河谷巴士95.02线以及法兰西岛夜班车N146线经过戈内斯境内。

## 政治

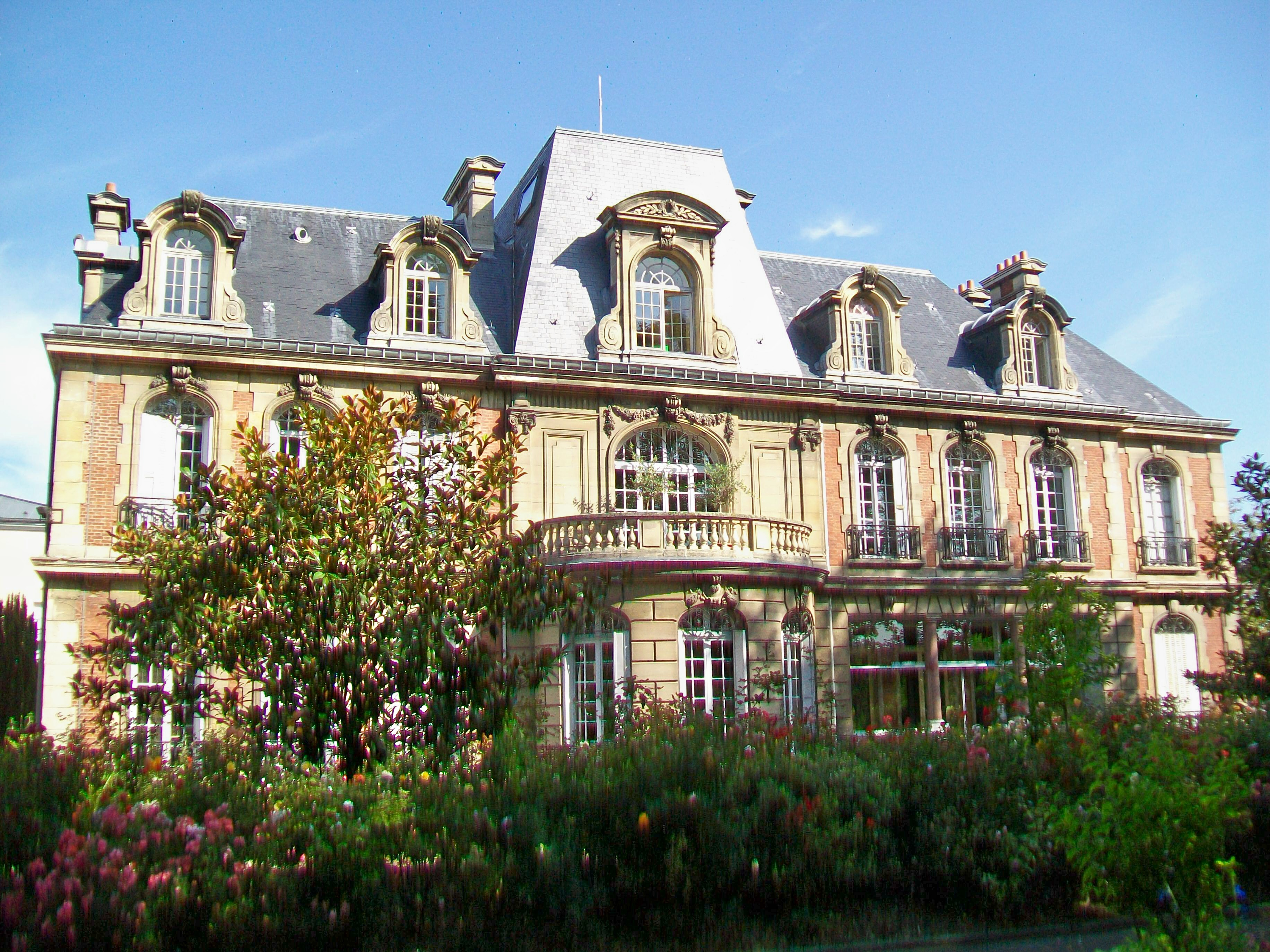
戈内斯市政厅

戈内斯的现任市长为让-皮埃尔·布拉齐先生，他是一名混杂右翼，在2020年的市政选举中获得了50.34%的支持率。
在2022年的法国总统大选中，法国第25任总统埃马纽埃尔·马克龙在戈内斯获得了60.74%的支持率。

## 人口
2020年，戈内斯市镇人口数量为25,853，在法国排名第344位。其中男性12,461人，女性13,392人，75岁及以上人口占4.8%，外籍人口数量为4,567人，人口密度为1,287人/平方公里，当地居民被称为（男性）或（女性）。2021年，戈内斯境内出生504人，死亡人口180人。
| 戈内斯1901年－2020年人口变化情况 |
|                                  |
| 数据来源：Cassini、INSEE         |

## 经济
戈内斯是巴黎北郊的一个卫星城。截至2023年10月，戈内斯市镇范围内共有各类用人单位（包含自雇）4,273家，平均历史为11年，其中98.11%为中小型企业（PME），2023年8月至10月间，当地的经济活力指数为0.28%。（农副产品）、（工业设备）及（汽车配件）是当地2021年营业额最高的三个企业，分别为560,026,232欧元、315,137,700欧元和197,309,018欧元。

## 财政与居民收入
2021年，戈内斯的财政收入总额为51,030,600欧元，财政支出总额为44,637,600欧元，当年的债务总额为40,286,700欧元。2021年，戈内斯市镇通过增值税获得2,603,230欧元的收入，此外当地还共获得了3,053,730欧元的国家直接财政补助。
2019年，戈内斯的人均月收入总额为2,022欧元，其中高级职员为3,414欧元，低于法国平均水平（4,230欧元）；中级职员为2,315欧元，低于法国平均水平（2,411欧元）；普通职员为1,738欧元，亦低于法国平均水平（1,740欧元）。
2020年，戈内斯境内的贫困率为25%，青壮年（15至64岁）失业率为15.3%；2022年，当地35.8%的家庭拥有纳税资格，平均纳税2,299欧元，低于法国平均水平（4,393欧元）。

## 社会事务

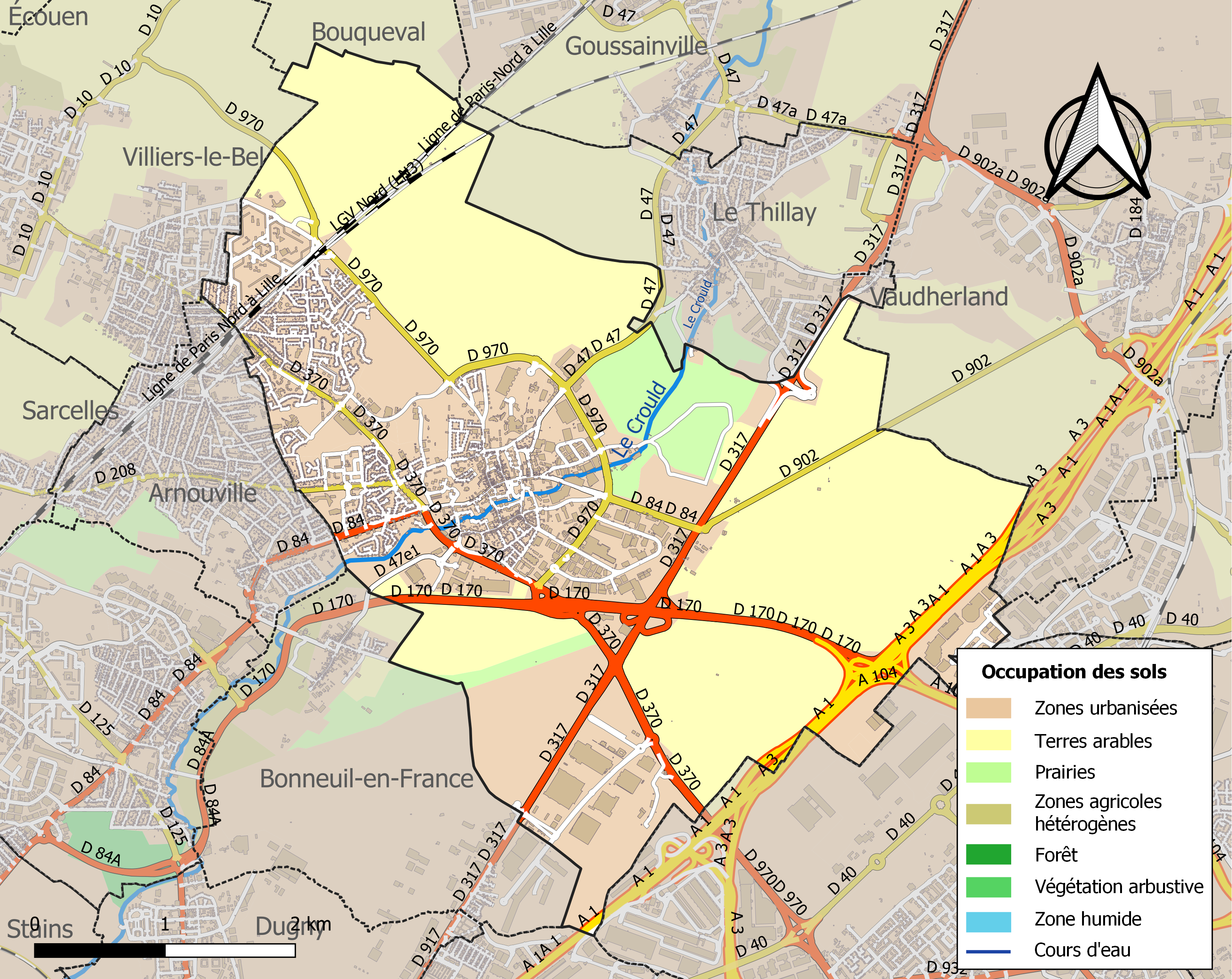
戈内斯土地利用情况地图

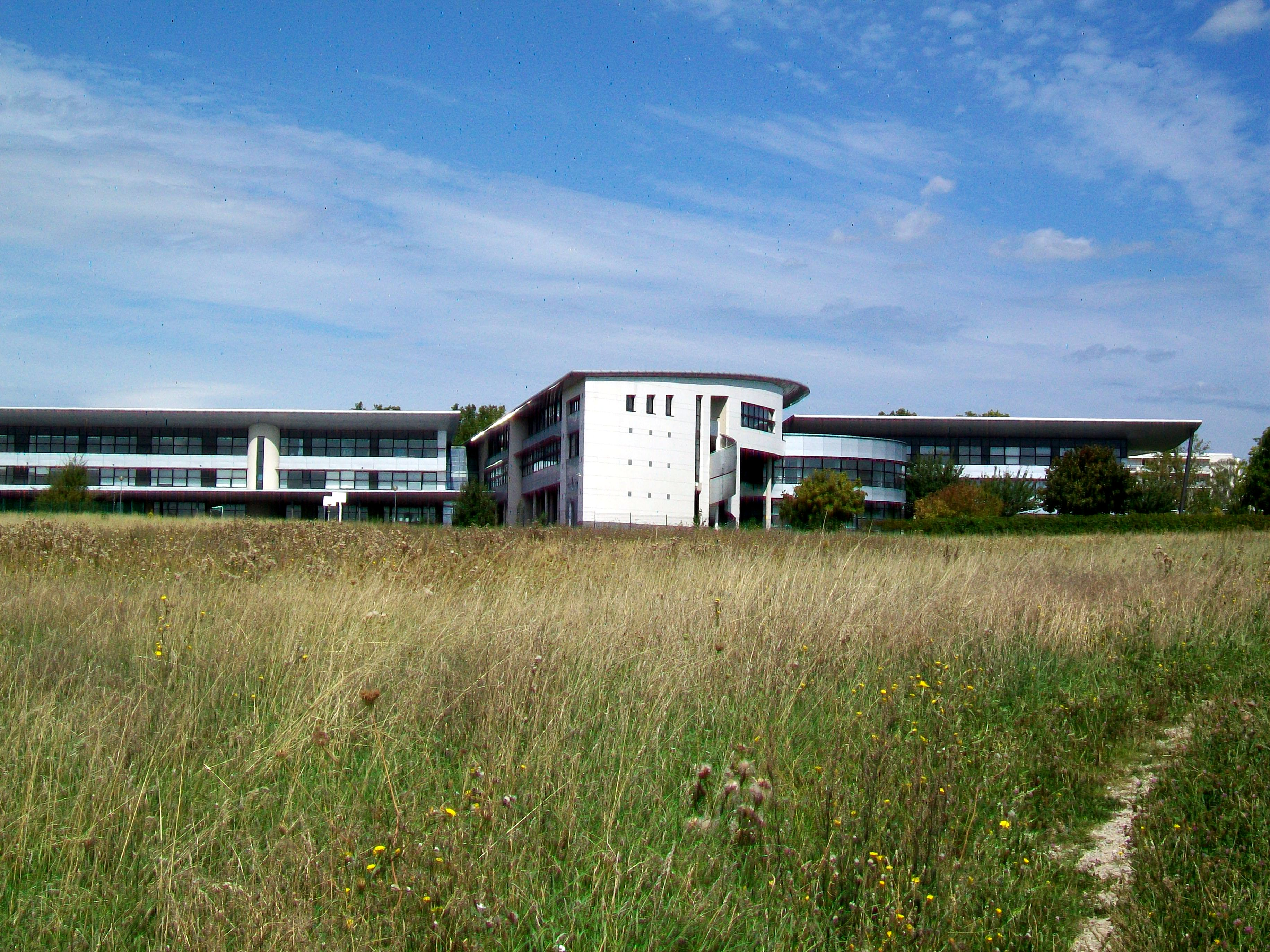
一所高级中学

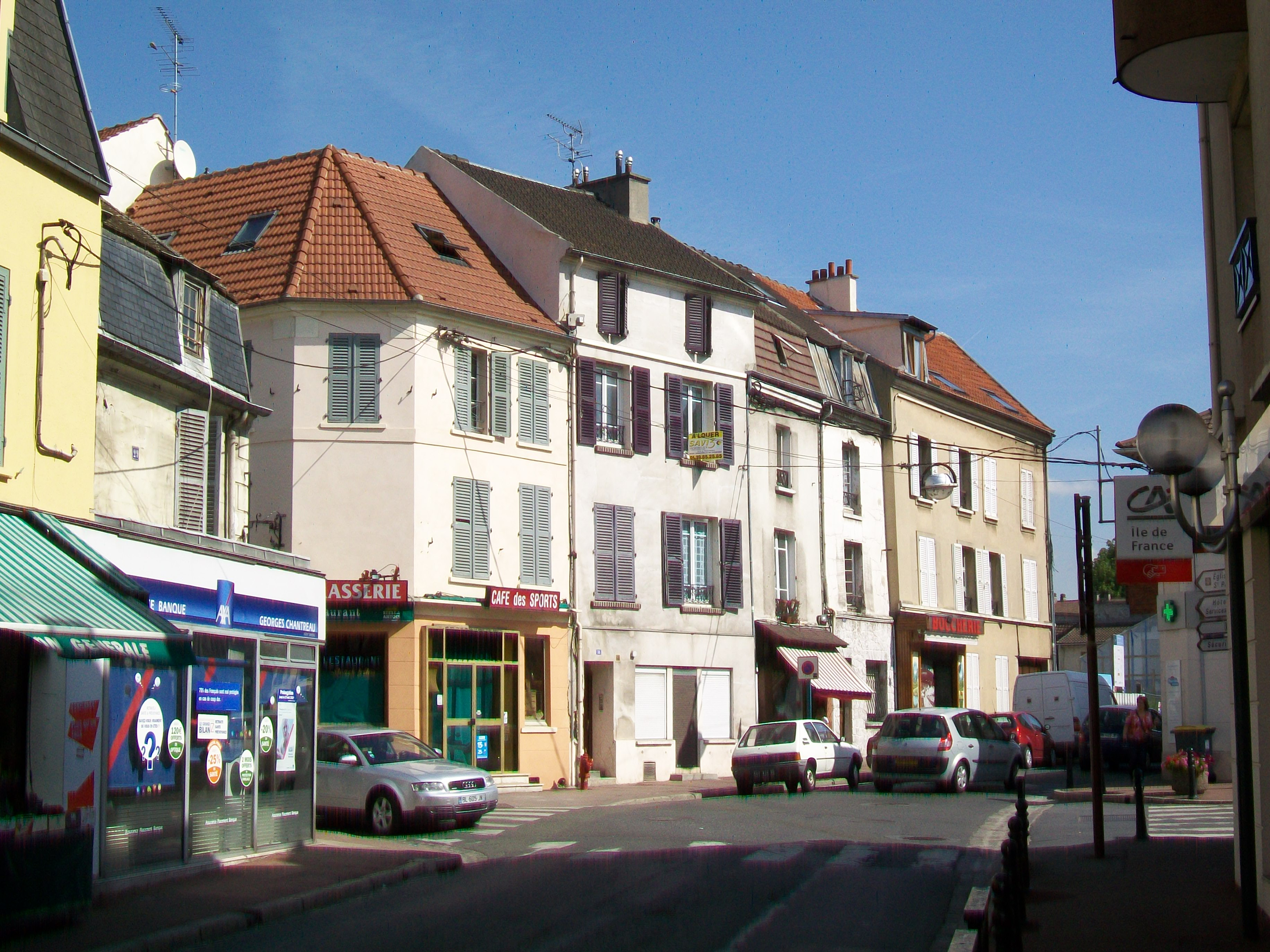
勒克莱尔将军街

### 教育
戈内斯属于凡尔赛学区。截至2021年1月1日，戈内斯境内共有11所幼儿园、9所小学、3所初级中学和1所普通高中。2021至2022学年度，戈内斯境内共有在校中等教育阶段学生3,277名。
在高等教育方面，戈内斯境内有一所卫生学校。

### 医疗
截至2021年1月1日，戈内斯境内共有全科医生14名、保健师8名、牙医11名、护士16名、耳科医生0名、眼科医生1名、皮肤科医生0名、助产士3名、儿科医生1名和妇科医生1名。境内共有药房7家、养老院1家、残疾人帮扶中心3家。
戈内斯中心医院（Centre Hospitalier de Gonesse）是法国的一个区域性医疗机构，其主病区位于戈内斯市中心，设有床位940个，是当地规模最大的公立综合性医院。

### 住房
2020年，戈内斯境内共有各类住房10,131套，其中33.6%为独立式居民区，主要分布于市区X部；65.4%为集中式居民区，主要分布于市区X部。常住房屋占戈内斯市镇范围内居民建筑总量的95.3%。
在住房保障政策方面，2022年，戈内斯境内共有2,612户家庭获得了住房经济补助，受益人数占总人口数量的11.4%，其中2,378份为房租补助。

### 商业
2021年，戈内斯境内共有各类实体商铺605家，其中餐厅71家、大型超市7家、杂货店9家、面包房10家、肉铺6家、书店2家、装饰品店2家、银行门店6家、美容美发店16家、汽车维修店33家。戈内斯镇中心建有一家Casino便民超市，市区西部建有一家E.Leclerc大型购物商场。

### 体育
2021年，戈内斯境内共有1家游泳池、5间体育馆、1座综合体育场、11处网球场、1处马术场、4处足球或橄榄球场、6处篮球或排球场以及1处高尔夫球场。
截至2023年10月，戈内斯境内共有两家注册足球俱乐部。戈内斯竞技俱乐部（RC Gonesse，编号510506）是当地的代表性足球队，成立于1988年，其主队2023至2024赛季参加法兰西岛大区足球联赛丙组（法国第八级别），其主场为欧仁·科涅沃球场（Stade Eugène Cognevault）。

### 环境
戈内斯的环境事务由其所属的鲁瓦西法兰西地区城市圈公共社区联合各级政府协调负责。2021年，戈内斯境内共有2家污染企业。

### 治安
2021年，戈内斯市镇范围内共有1处派出所。
戈内斯警区（zone police de Gonesse）的管辖范围共包括4个市镇。2020年，该宪兵队累计记录各类案件4,835起，其中盗窃类案件2,367起，经济类案件559起，毒品交易类案件351起。

## 文化

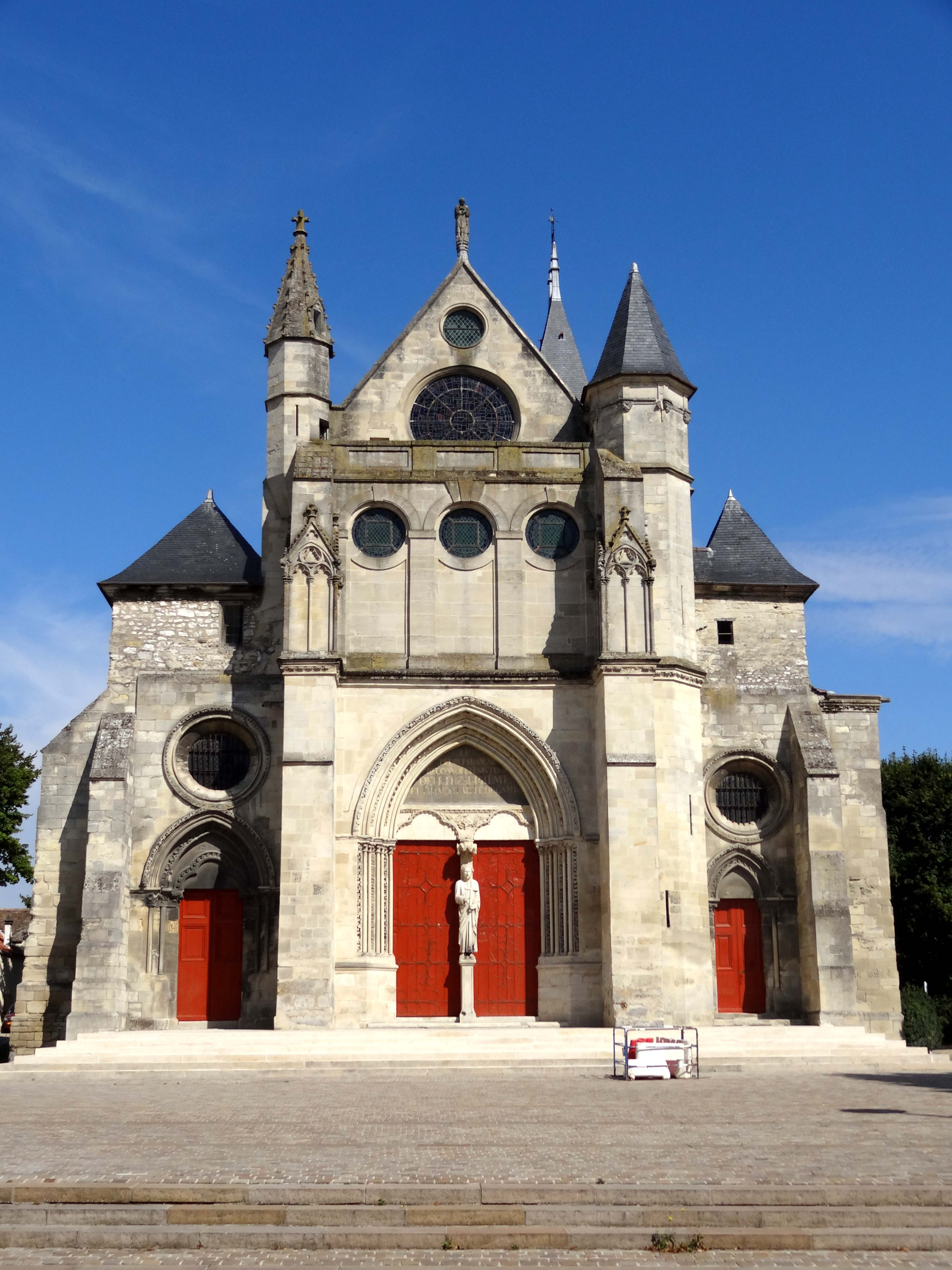
圣伯多禄-圣保罗教堂

2021年，戈内斯境内共有1家电影院、1家博物馆和1家音乐厅。戈内斯境内建有库朗日（Coulanges）和乔治·桑（Georges Sand）两处多媒体中心。

### 建筑
戈内斯境内有多处历史建筑，其中圣伯多禄-圣保罗教堂、戈内斯神学院遗址等为法国国家文物保护单位。

### 旅游
戈内斯的旅游事务由其所属的鲁瓦西法兰西地区城市圈公共社区负责。2023年，戈内斯境内共有6家酒店共计430间房间。

### 媒体
法国主要的媒体均可在戈内斯接收，法国电视三台下属的法兰西岛大区频道在部分时段播出戈内斯所在瓦兹河谷省的地方新闻。《巴黎人报》、蓝色法兰西巴黎广播、BFM电视台法兰西岛频道等是当地主要的地方性媒体。

## 相关人物
法国政治家让-皮埃尔·戈尔日、演员西蒙·阿布卡里安、篮球运动员路易·拉贝里和足球运动员阿克塞尔·迪萨西、格雷约翰·基伊、瓦伦·齐姆本贝、阿布巴卡爾·卡馬拉、穆罕默德·福法纳、伊萨克·图雷出生于戈内斯。

## 友好城市
截至2023年10月，戈内斯共与一座城市建立了友好城市关系：
- 義大利 莱奥内萨